# Loxosceles gaucho
Espèce
Loxosceles gaucho est une espèce d'araignées aranéomorphes de la famille des Sicariidae.

## Distribution
Cette espèce se rencontre au Brésil dans les États de São Paulo et du Rio Grande do Sul, ainsi qu'en Tunisie, où elle a été introduite,,.

## Description
Les mâles mesurent de 6 à 11 mm et les femelles de 7 à 13 mm.

## Publication originale
- (en) Willis John Gertsch, « The spider genus Loxosceles in South America (Araneae, Scytodidae) », Bulletin of the American Museum of Natural History (en), vol. 136, no 3,‎ 1967, p. 117-174 (ISSN 0003-0090, lire en ligne, consulté le 20 septembre 2023).